# Sierra de Guadalupe (Nuevo México)

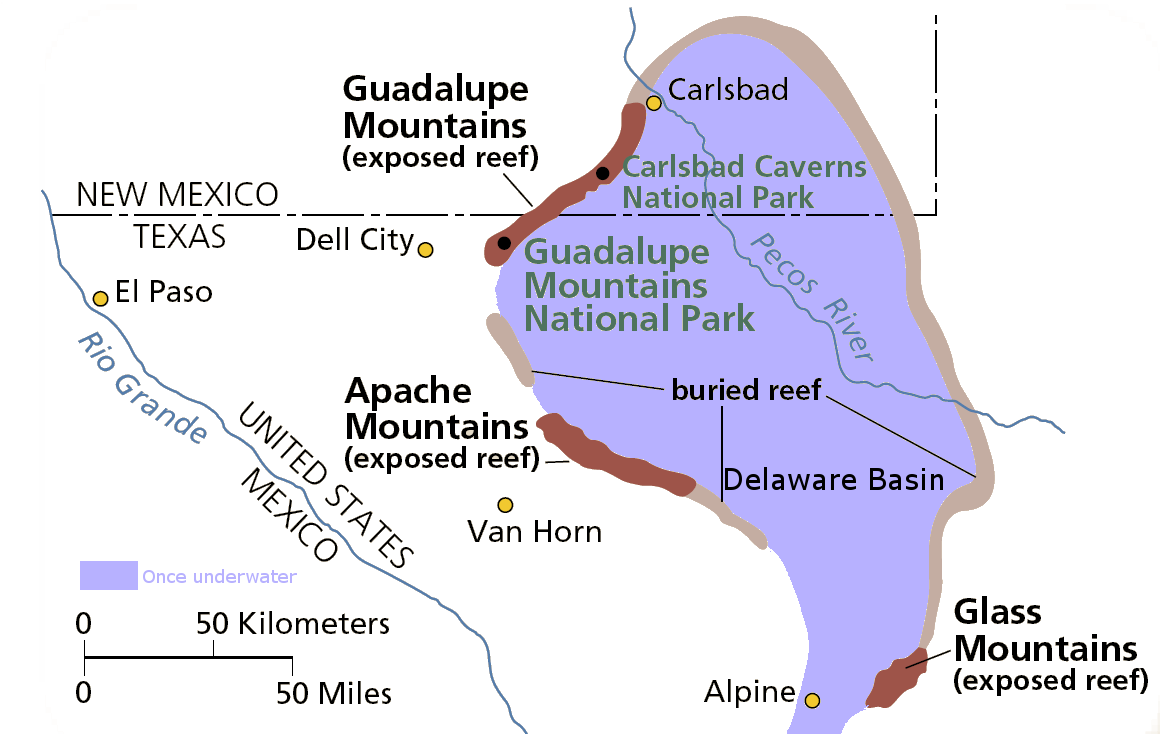
Mapa de la cuenca de Delaware. Las Sierra de Guadalupe y el parque nacional de las Cavernas de Carlsbad protegen parte de la cuenca.

La sierra de Guadalupe es una cordillera de 21 km de longitud, ubicada en el condado de Hidalgo en Nuevo México. Se encuentra al lado de la frontera sureste de Arizona. Una pequeña porción de la sierra se adentra en el condado de Cochise, donde se denomina cañón de Guadalupe, el cual es famoso por la masacre del cañón de Guadalupe que ocurrió en este lugar.  La porción sur de la sierra penetra en el estado de Sonora en México, al norte de la Carretera Federal 2.
La sierra de Guadalupe es la parte sur del eje conformado por la sierra de Peloncillo que llega hasta la frontera con Arizona.